# Arizona Dream
Arizona Dream je film srbského režiséra Emira Kusturicy z roku 1993. Jedná se o jediný Kusturicův anglicky mluvený snímek. Byl natočen v americko-francouzské koprodukci.

## Děj
Snílek Axel (Johnny Depp) pracuje v New Yorku pro rybářský úřad. Jednoho dne se zde objeví jeho nevlastní bratr Paul (Vincent Gallo) a přiměje Axela k návratu do jeho vlasti v arizonském Douglasu, kde má být Axel svatebním svědkem svému strýci Leovi (Jerry Lewis). Leo je stárnoucí obchodník s automobily, který si stále myslí, že se cadillacy nejlépe prodávají s naolejovanými vlasy a navoněnými tvářemi. Avšak obchodům se nedaří příliš dobře, zákazníci se zajímají více o spotřebu než o slávu staré značky. Leo by svůj obchod nejraději přenechal Axelovi. Toho však auta takřka nezajímají.
Prvním Axelovým zákazníkem je bohatá Grace (Lili Taylor) se svojí nevlastní matkou Elaine (Faye Dunawayová), o níž se říká, že je přinejmenším bláznivá. Axel se do Elaine ihned zamiluje. Místo toho aby se vrátil do New Yorku, snaží se postavit letadlo, které by ho s Elaine dopravilo na Aljašku.
Když se Axel cítí stále více přitahován k záhadné Grace, stává se jeho situace ještě komplikovanější. Leo a Paul se ho snaží přesvědčit, aby se opět vrátil do normálního života. Axel už však dávno podlehl kouzlu obou žen: bytí mezi Elaine a Grace se pro něj stalo podivuhodným snem plným surreálných okamžiků.
Leo nakonec umírá ještě před svojí svatbou na infarkt a Axel vidí, jak s ním odlétá sanitka na Měsíc. Grace spáchá sebevraždu v den čtyřicátých narozenin své nevlastní matky.

## Sny
Snímek je především o snech hlavních hrdinů. Paul sní o tom, že se stane filmovou hvězdou. Elaine by ráda létala. Leo by rád vyrovnal cadillacy až na Měsíc. Grace by se ráda stala želvou a Axel sní o létající rybě a aljašských dobrodružstvích.

## Hrají
- Johnny Depp – Axel Blackmar
- Jerry Lewis – Leo Sweetie
- Faye Dunawayová – Elaine Stalker
- Lili Taylor – Grace Stalker
- Vincent Gallo – Paul Leger
- Paulina Porizkova – Millie
- Michael J. Pollard – Fabian
- Candyce Mason – Blanche
- Alexia Rane – Angie
- Polly Noonan – Betty
- Ann Schulman – Carla
- James R. Wilson – právník
- Eric Polczwartek – muž s dveřmi
- Kim Keo – mechanická panenka
- James P. Marshall – lodník
- Vincent Tocktoo – eskymák
- Santos Romero – člen Mariachi bandu
- David Rodriquez – člen Mariachi bandu
- Juan Urrea – člen Mariachi bandu
- José Luis Ávila – člen Mariachi bandu
- Sergio Hlarmendaris – člen Mariachi bandu
- Frank Turley – člen Mariachi bandu
- Manuel Rodríguez – člen Mariachi bandu
- Cayetano Acosta – člen Mariachi bandu
- Manuel Ruiz – člen Mariachi bandu
- Narcisco Domínguez – člen Mariachi bandu
- Benjamin S. Gonzales – člen Mariachi bandu
- Serafino Flores – člen Mariachi bandu
- Miguel Moreno – člen Mariachi bandu
- Raphael Salcido – člen Mariachi bandu
- Chanaia Rodriguez – člen Mariachi bandu
- Jackson Douglas – kněz
- Tricia Leigh Fisher – Lindy
- Michael S. John – doktor
- Sal Jenco – muž u telefonu
- Emir Kusturica – muž v baru

## Ocenění
- Na belínském festivalu byl snímek oceněn Stříbrným medvědem – speciální cenou poroty – a byl nominován i na Zlatého medvěda za nejlepší film.
- Na festivalu Brothers Manaki International Film Festival byl snímek oceněn cenou Golden Camera 300.
- Na varšavském festivalu získal film cenu diváků.

## Zajímavosti
- Snímek byl dokončen již roku 1991, uveden do kin byl ale až o dva roky později.
- Film je protkán řadou narážek na mnoho slavných snímků. Přímo přebírá místa z Zuřícího býka, Kmotra II a Na sever severozápadní linkou, kterýžto film – konkrétně slavná scéna Caryho Granta prchajícího před letadlem – je tu i zparodován.
- Snímek odkazuje i k filmům Nanuk – člověk primitivní, Zrůdy, Čaroděj ze země Oz, Jih proti Severu, Chitty Chitty Bang Bang, Tenkrát na Západě, Kmotr, Rocky a Terminátor 2: Den zúčtování.
- Film se natáčel na originálních místech – v New Yorku, na Aljašce a v arizonském Douglasu.